# Lüssum

Lüssum nördlich von Blumenthal auf dem Messtischblatt von 1905

Lüssum war bis 1907 eine Landgemeinde im Kreis Blumenthal im Regierungsbezirk Stade der preußischen Provinz Hannover.

## Verwaltungsgeschichte
Lüssum gehörte bis zur Franzosenzeit zum Herzogtum Bremen und lag in dem Teil Norddeutschlands, der zwischen 1811 und 1813 von Frankreich annektiert war. Während dieser Zeit gehörte Lüssum zur Mairie Blumenthal im Kanton Vegesack des Départements des Bouches-du-Weser. Seit dem Wiener Kongress 1815 gehörte das Territorium des alten Herzogtums Bremen zum Königreich Hannover und die Gemeinde Lüssum zum Amt Blumenthal der Landdrostei Stade. Aus dem Königreich Hannover wurde 1866 nach der Annexion durch Preußen die Provinz Hannover. Im Rahmen der Einführung preußischer Verwaltungsstrukturen wurde 1885 aus dem Amt Blumenthal der Kreis Blumenthal gebildet, in dem Lüssum eine Landgemeinde gemäß der preußischen Landgemeindeordnung war. Bedingt durch die zunehmende Industrialisierung und Verstädterung von Blumenthal und seiner Umgebung kam es am Ende des 19. Jahrhunderts zu einem starken Bevölkerungswachstum in Lüssum. 1907 wurde Lüssum in die Gemeinde Blumenthal eingegliedert, die ihrerseits 1939 in die Stadt Bremen eingemeindet wurde.

## Einwohnerentwicklung
| Jahr | Einwohner | Quelle |
| ---- | --------- | ------ |
| 1812 | 245       | [ 1 ]  |
| 1848 | 340       | [ 2 ]  |
| 1871 | 357       | [ 3 ]  |
| 1895 | 1421      | [ 4 ]  |
| 1900 | 2754      | [ 5 ]  |

## Gegenwart
Das Gebiet der ehemaligen Gemeinde Lüssum gehört heute im Wesentlichen zum Ortsteil Lüssum-Bockhorn des Stadtteils Blumenthal, der in Bremen zum Stadtbezirk Bremen-Nord gehört.